# Ярославець (Західнопоморське воєводство)
Ярославець (пол. Jarosławiec) — село в Польщі, у гміні Постоміно Славенського повіту Західнопоморського воєводства.
Населення — 402 особи (2011).
У 1975-1998 роках село належало до Слупського воєводства.

## Демографія
Демографічна структура станом на 31 березня 2011 року:
|          | Загалом | Допрацездатний вік | Працездатний вік | Постпрацездатний вік |
| -------- | ------- | ------------------ | ---------------- | -------------------- |
| Чоловіки | 202     | 38                 | 144              | 20                   |
| Жінки    | 200     | 35                 | 121              | 44                   |
| Разом    | 402     | 73                 | 265              | 64                   |